# Hans Marzen
Hans Marzen (laut Geburtsurkunde Johann Jacob Marzen) (* 6. Juli 1882 in St. Wendel; † 7. April 1924 in Köln) war ein preußischer Verwaltungsbeamter und in dieser Funktion 1920 vertretungsweise der erste Landrat des neu gebildeten Kreises Sankt Wendel-Baumholder (Rest).

## Leben und Werdegang
Hans Marzen wurde als Sohn des Metzgers und Wirts Philipp Marzen und dessen Ehefrau Helena geb. Hüster geboren. Nach dem Studium der Rechtswissenschaften von 1905 bis 1909 an den Universitäten in Berlin, Straßburg und Bonn trat Hans Marzen als Regierungsassessor in den Preußischen Verwaltungsdienst ein. Im Bereich der Rheinprovinz erhielt er in dieser Funktion nach dem Ersten Weltkrieg und der Abtrennung des Saargebiets im März 1920 die Aufgabe vertretungsweise die Leitung des nach der Abtretung größerer Teile des Kreises St. Wendel bei der Rheinprovinz verbliebenen Restkreises Sankt Wendel-Baumholder zu übernehmen. Abgelöst wurde er dort im April durch Maximilian von Mirbach bzw. in dessen Nachfolge im Mai 1920 durch Otto Hoevermann. Als Regierungsrat wechselte Marzen 1922 dann nach Köln, wo er 1924 im Dienst im Augusta-Hospital starb. Er war verheiratet mit Maria Marzen geborene Schlenker.